# Champion Bay
Champion Bay är en vik i Australien. Den ligger i delstaten Western Australia, omkring 370 kilometer norr om delstatshuvudstaden Perth.
Runt Champion Bay är det mycket glesbefolkat, med 6 invånare per kvadratkilometer. Stäppklimat råder i trakten. Genomsnittlig årsnederbörd är 360 millimeter. Den regnigaste månaden är juni, med i genomsnitt 65 mm nederbörd, och den torraste är februari, med 3 mm nederbörd.